# Малая Алешня (Рязанская область)
Малая Алешня — деревня в Ряжском районе Рязанской области, входит в состав Алешинского сельского поселения.

## География
Деревня расположена на берегу реки Малая Алешня в 2 км на запад от центра поселения села Большая Алешня и в 9 км на юг от райцентра Ряжска.

## История
Первоначальное построение деревянной Богородицерождественской церкви в селе Малая Алешня относится к началу XVIII века. В 1793 году помещиком Павлом Николаевичем Ляпуновым построена каменная церковь с колокольней того же храмонаименования. 
В XIX — начале XX века село входило в состав Марчуковской волости Ряжского уезда Рязанской губернии. В 1906 году в селе было 15 дворов.
С 1929 года деревня входила в состав Больше-Алешневского сельсовета Ряжского района Рязанского округа Московской области, с 1937 года — в составе Рязанской области, с 2005 года — в составе Алешинского сельского поселения.

## Население
| 1859 | 1906 | 2010 |
| ---- | ---- | ---- |
| 435  | ↘101 | ↘1   |